# Nyakigezi (periodiskt vattendrag i Burundi, Kirundo)
Nyakigezi är ett periodiskt vattendrag i Burundi.   Det ligger i provinsen Kirundo, i den norra delen av landet, 140 km nordost om huvudstaden Bujumbura.
Omgivningarna runt Nyakigezi är huvudsakligen savann. Runt Nyakigezi är det tätbefolkat, med 319 invånare per kvadratkilometer.